# 아동복지법
아동복지법(兒童福祉法, 영어: child welfare act)은 아동이 건강하게 출생하여 행복하고 안전하게 육성되도록 그 복지를 보장함을 목적으로 하여 18세 미만의 자를 그 적용대상으로 하는 법이다.
아동복지법은 1981년 아동복리법을 아동복지법으로 전면 개정하여 아동이 건전하게 출생하여 행복하고 건강하게 성장할 수 있도록 규정하고 있다. 국가·국민·보호자 등의 아동에 대한 보호양육과 건전한 육성의무를 주제로 하고 있으므로, 아동이 그 보호자로부터 유실·유기 또는 이탈된 경우와 그 보호자가 아동을 양육하기에 부적당하거나 능력이 없는 경우 또는 기타의 경우에 동법의 규정에 의하여 보호 받을 아동을 요보호아동으로 정의하고 있다.

## 같이 보기
- 아동 복지
- 아동 노동
- 아동 성학대
- 아동 성매매
- 아동 학대
- 아동의 권리에 관한 협약
- 유엔아동권리위원회(UNCRC)
- 접근성(액세서빌러티)
- 가정폭력
- 정신질환